# Bezirk Kimpolung
Der Bezirk Kimpolung (rumänisch: Câmpulung; ruthenisch: Kimpolung) war ein Politischer Bezirk im Herzogtum Bukowina. Der Bezirk umfasste Gebiete im Südwesten der Bukowina. Sitz der Bezirkshauptmannschaft war die Gemeinde Kimpolung (Câmpulung). Das Gebiet wurde nach dem Ersten Weltkrieg Rumänien zugeschlagen und ist heute Teil des rumänischen Anteils der Bukowina.

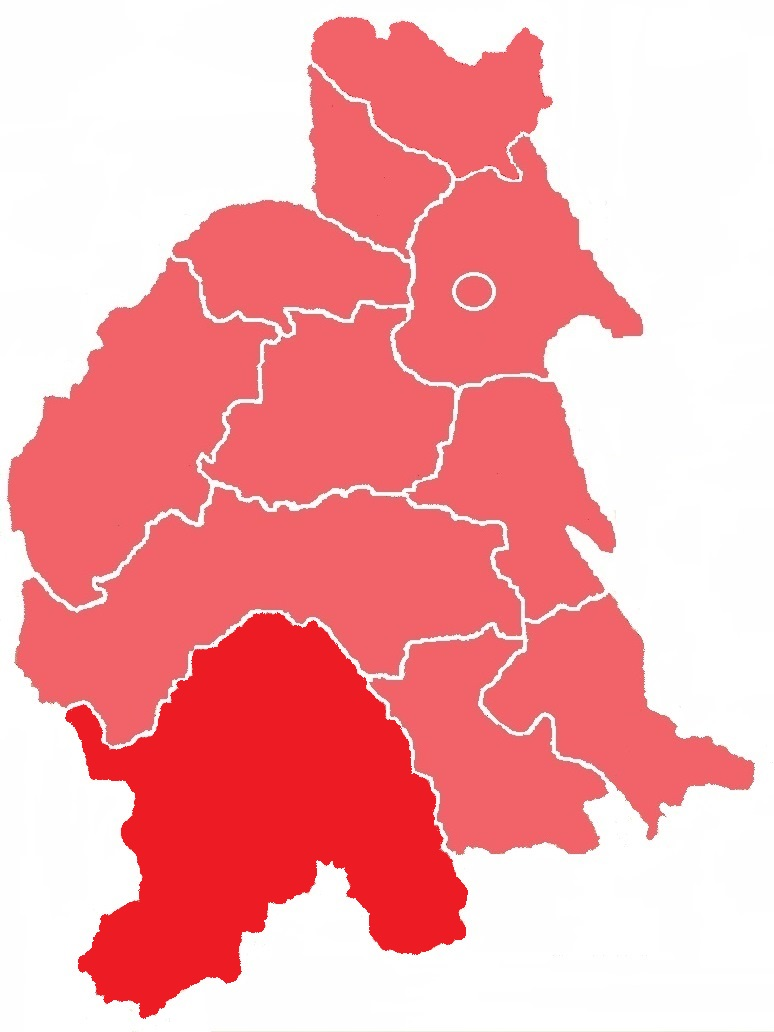
Lagekarte des Bezirks Kimpolung innerhalb des Herzogtums Bukowina (1910)

## Geschichte
Die modernen, politischen Bezirke der Habsburgermonarchie wurden um das Jahr 1868 im Zuge der Trennung der politischen von der judikativen Verwaltung geschaffen. Der Bezirk Kimpolung  wurde 1868 aus den Gerichtsbezirken Kimpolung (Câmpulung) und Dorna (Vatra Dornei) gebildet. 1903 wurde auf dem Gebiet des Bezirks Kimpolung zusätzlich die Schaffung des Gerichtsbezirk Stulpikany verordnet, der aus einem Teil der Gemeinden des Gerichtsbezirks Kimpolung gebildet wurde. Bis diese Schaffung amtswirksam wurde, dauerte es jedoch bis zum 1. September 1910.
Im Bezirk Kimpolung lebten im Jahr 1869 35.558 Menschen, bis zum Jahr 1900 erhöhte sich die Einwohnerzahl auf  55.688 Personen. Von der Bevölkerung hatten 1900 28.205 Rumänisch (50,6 %) als Umgangssprache angegeben, 16.843 Personen sprachen Deutsch (30,2 %), 7.342 Ruthenisch (13,2 %) und 1.463 eine andere Sprache (2,6 %). Der Bezirk umfasste 1900 eine Fläche von 2349,48 km² sowie zwei Gerichtsbezirke mit insgesamt 29 Gemeinden und sechs Gutsgebieten.
| Jahr | Ein- wohner | Deutsch- sprachige | Ruthenisch- sprachige | Rumänisch- sprachige | Anders- sprachige |
| ---- | ----------- | ------------------ | --------------------- | -------------------- | ----------------- |
| 1869 | 35.558      |                    |                       |                      |                   |
| 1880 | 38.702      | 9.875              | 6.070                 | 21.944               | 219               |
| 1890 | 45.832      | 12.764             | 5.888                 | 25.753               | 490               |
| 1900 | 55.688      | 16.843             | 7.342                 | 28.205               | 1.463             |

## Ortschaften
Auf dem Gebiet des Bezirks bestanden 1910 Bezirksgerichte in Dorna Watra, Kimpolung und Stulpikany, diesen waren folgende Orte zugeordnet:
Gerichtsbezirk Dorna Watra:
- Stadt Dorna Watra

Gerichtsbezirk Kimpolung:
- Stadt Kimpolung

Gerichtsbezirk Stulpikany:
- Stulpikany